# Кальво Родригес, Хуан Рамон
Хуан Рамон Кальво Родригес (исп. Juan Ramón Calvo Rodríguez; род. 1 сентября 1982, Мадрид), более известный как Хуанра (исп. Juanra) — испанский футболист, игрок в мини-футбол. Нападающий испанского клуба «Триман Наварра» и сборной Испании по мини-футболу.

## Биография
В начале карьеры Хуанра играл за «Сансе» и «Алькобендас», а в 2001 году перешёл в состав испанского гранда «Бумеранг Интервью». За полтора сезона в мадридском клубе он выиграл испанский чемпионат и суперкубок. Затем, покинув «Интервью», Хуанра играл за «Каха Сеговия», «Гестеса Гвадалахара» и «Карнисер Торрехон», пока не вернулся в мадридский суперклуб в 2008 году. Вскоре испанец стал обладателем Кубка УЕФА по мини-футболу, сумев отличиться забитым мячом в финале против российского «ВИЗ-Синары». Летом 2011 года Хуанра перешёл в другой испанский клуб «Триман Наварра».
Хуанра поехал в составе сборной Испании на победный для «красной фурии» чемпионат Европы 2010 года и забил там три мяча.

## Достижения
- Чемпион Европы по мини-футболу 2010
- Обладатель Кубка УЕФА по мини-футболу 2008/09
- Чемпион Испании по мини-футболу 2001/02
- Обладатель Кубка Испании по мини-футболу 2009
- Обладатель Суперкубка Испании по мини-футболу (2): 2002, 2009